# Cerkiew Opieki Matki Bożej w Mińsku Mazowieckim
Cerkiew Opieki Matki Bożej – prawosławna cerkiew w Mińsku Mazowieckim, funkcjonująca w latach 1902–1915, rozebrana ostatecznie w 1936.
W Mińsku Mazowieckim od końca XIX w. funkcjonowała drewniana cerkiew wojskowa Włodzimierskiej Ikony Matki Bożej. Budynek ten nie wystarczał, by w pełni zaspokoić potrzeby prawosławnych mieszkańców miasta. W związku z tym 1 czerwca 1902 położony został kamień węgielny pod budowę nowej świątyni. 5 lutego 1904 biskup chełmski Eulogiusz wyświęcił przeznaczoną dla tysiąca wiernych cerkiew.
Cerkiew funkcjonowała do I wojny światowej, gdy została zajęta przez wkraczające wojska niemieckie. Z powodu spadku liczby wyznawców prawosławia w Mińsku Mazowieckim po odzyskaniu niepodległości przez Polskę działalność parafii nie została wznowiona. Budynek cerkwi przejęło Ministerstwo Spraw Wojskowych. W 1927 podjęto prace nad przebudową obiektu na cele administracyjne, jednak nie zostały one ukończone i w 1936 porzucony budynek rozebrano. Ostatnim zachowanym elementem architektury cerkwi są fragmenty dawnego ogrodzenia świątyni, przeniesione na ulicę Kościuszki.
W 2016 w Mińsku Mazowieckim wznowiono odprawianie prawosławnych nabożeństw; odbywały się one w mariawickim kościele Narodzenia Najświętszej Maryi Panny (ulica Romualda Traugutta 17). 22 stycznia 2018 r. w mieście została utworzona prawosławna parafia pod wezwaniem św. Spirydona Cudotwórcy.